# テベット
テベット（ヘブライ語: טֵבֵת、英語: Tevet）はユダヤ暦の月。

## 概要
月名はバビロニア暦のT‘ebetuに由来し、エステル記（2:16）に記載がある。現代で使用されている政治暦では4月であるが、古代使用されていた宗教暦ではニサンの10月から数えるため月となる。詳しくはユダヤ暦#宗教暦と政治暦を参照のこと。
月の長さは29日間であり、グレゴリオ暦では、12月から1月の時期にあたる。

## 主な行事
- 02日まで[注 1] - ハヌカ
- 10日 - テベットの10日（英語版）